# General No Pity
General No Pity (en français : « général Sans Pitié »), nom de guerre de Clement Mbashie,, né à Bambalang et mort vers mai 2023, est un chef de guerre séparatiste camerounais, commandant de plusieurs groupes armés séparatistes actifs dans la région du Nord-Ouest du Cameroun, notamment les Bambalang Marine Forces (BMF) et les Bui Unity Warriors (BUW), dans le cadre de la crise anglophone.

## Biographie

### Jeunesse et lutte armée
Clement Mbashie naît dans le village de Bambalang dans le département du Ngo-Ketunjia de la région du Nord-Ouest du Cameroun. À la fin des années 2000, il étudie au Cameroon College of Arts, Science and Technology (CCAST) de Bambili dans le département du Mezam. Il travaille à temps partiel pour payer ses études. Après un premier échec au O-level, il s'installe à Buéa dans la région du Sud-Ouest, où il devient vendeur de beignets et de yaourts, tout en suivant des cours du soir. Sa situation commence à changer lorsque la ville est touchée par une crise socio-politique et les conséquences économiques qui l'accompagne. Clement Mbashie est ainsi licencié par son employeur. À ce moment-là, il devient père de famille. Après une période de chômage, Clement Mbashie choisit de travailler plutôt comme chauffeur de moto-taxi, une profession qu'il exerce durant la période précédente et les premiers stades du conflit en zone anglophone du Cameroun.
Le 31 juillet 2018, le maire de Buéa Ekema Patrick Esunge interdit toute circulation à moto dans la ville pour des raisons sécuritaires. Clement Mbashie fait partie des membres d'un syndicat de chauffeurs de moto-taxi qui manifestent contre cette décision. Sans emploi et sans perspectives, ainsi que furieux de l'impact négatif du pouvoir central sur sa vie, Clement Mbashie retourne à son Bambalang natal et rejoint la rébellion séparatiste. En 2019, il intègre le groupe armé Seven Karta. Il n'est cependant pas un membre à part entière du groupe, passant du temps avec celui-ci pour apprendre à opérer en tant que guérillero. Son frère, Sylvester Mbashie, alias « Shina Rambo », rejoint également le mouvement séparatiste à un moment donné.

### Commandant séparatiste
À un moment donné, avant ou pendant 2020, il devient le chef des Bambalang Marine Forces (BMF) et adopte son nom de guerre. Le chercheur Joseph Nkwain qualifie son pseudonyme de typique des commandants séparatistes, car il est utile pour susciter le respect et la peur. General No Pity se fait connaître comme l'un des chefs de guerre séparatistes les plus « recherchés » par l'armée camerounaise, car son groupe connait rapidement un certain succès et devient de plus en plus violent. Sous son commandement, les BMF incendient la résidence du préfet de Balikumbat et tuent plusieurs soldats camerounais. En mars 2020, il est faussement rapporté que General No Pity a été tué au combat, près du village de Bamali.
En 2021, General No Pity étend son champ d'action et multiplie les attaques. Ses hommes opèrent à Bambalang, dans les départements du Bui, du Boyo et de la Mezam. Sous sa direction, le groupe armé mène deux raids, dans la région de l'Ouest tout au long de 2021,. Il fait également partie des Forces de restauration de l'Ambazonie (anciennement Conseil d'autodéfense de l'Ambazonie) qui sont loyales au gouvernement intérimaire de l'Ambazonie, l'une des factions impliquées dans la crise du leadership ambazonien. En septembre 2021, General No Pity et les BMF coopèrent avec les Jaguars de Bamessing pour tendre une embuscade à un convoi militaire. L'opération entraîne la mort de 15 soldats, la destruction de deux véhicules blindés et la capture de plusieurs armes par les rebelles. General No Pity célèbre ce succès en se filmant avec ses hommes à côté des véhicules en feu. Cette embuscade attire l'attention nationale au Cameroun et conduit le gouvernement à intensifier sa chasse à l'homme. Dans le mois qui suit l'embuscade de Bamessing, il appelle les Nations unies à prendre en compte la crise anglophone dans un message audio. À l'époque, il est décrit comme le chef des Gardes révolutionnaires de l'Ambazonie ainsi que comme le commandant en chef des Forces de restauration de l'Ambazonie par le Cameroon Intelligence Report.
Pendant ce temps, l'armée lance des opérations pour le traquer, ce qui entraîne des affrontements qui font plusieurs morts parmi les membres des Bambalang Marine Forces,. L'armée affirme une nouvelle fois l'avoir tué alors qu'il réapparait dans le département de la Manyu. Finalement, les forces armées camerounaises arrêtent Antoinette Kongnso, considérée comme la petite amie ou l'ex-petite amie enceinte du General No Pity,. Le commandant séparatiste aurait répondu en enlevant le Fon Yekum Kelvin de Bambalang, et en exigeant qu'Antoinette Kongnso et plusieurs de ses partisans emprisonnés soient libérés en échange du Fon. Antoinette Kongnso est finalement libéré sous caution en décembre 2021.
Au fil du temps, General No Pity multiplie les incursions dans le département du Bui, où il force plusieurs factions séparatistes mineures à s'unifier au sein des Bui Unity Warriors. En coopération avec les Forces de défense de l'Ambazonie (FDA), il réussit même à convaincre des éléments des Bui Warriors, un autre groupe rebelle, de se séparer et de rejoindre les Bui Unity Warriors. La nouvelle formation est fondée officiellement en janvier 2022 et est dirigée par General Mad Dog,. Cette nouvelle formation est considérée comme faisant partie des FDA, ce qui montre sa loyauté envers General No Pity. À ce moment-là, il n'est plus à la tête des Forces de restauration de l'Ambazonie, un commandement qui est assuré par Oliver Lekeaka, chef de la milice Red Dragon.
Le chef des Bui Warriors, le « Maréchal » Insobu, considère la formation des Bui Unity Warriors comme une menace. Il attaque alors les forces du General No Pity. Le mois suivant, les conflits intra-rebelles continuent à s'intensifier, alors que le gouvernement intérimaire de l'Ambazonie se divise et que ses anciens partisans commencent à se battre entre eux. General Mad Dog commence à attaquer les partisans d'Oliver Lekeaka à Kumbo, tandis que le General No Pity mobilise les Bui Unity Warriors dans la bataille contre les Bui Warriors. Ses hommes réussissent à tuer Insobu le 8 avril 2022,. Cette opération est accueillie avec un soulagement par la population locale, car Insobu était devenu de plus en plus violent envers les civils locaux, par le biais d'enlèvements et de menaces.
En juin 2022, General No Pity mène l'attaque de Njitapon, un poste frontière entre le Ngo-Ketunjia et le Noun, dans la région de l'Ouest, tuant ainsi cinq gendarmes. Le mois suivant, Oliver Lekeaka, chef de la milice Red Dragon est tué. General No Pity devient alors le plus important leader actif de la milice séparatiste.
Au début du mois d'août, il mène une offensive contre les camps de l'armée à Oku. L'attaque est repoussée et le commandant séparatiste aurait été blessé au combat. Plusieurs membres de sa milice sont tués. Le média Bareta News est allé jusqu'à qualifier cet affrontement de « Waterloo » du General No Pity. Après ces événements, General No Pity a disparu des radars pendant plusieurs mois.
Le 28 janvier 2023, il réapparait dans une vidéo où il déclare que « trois camions » de soldats ont attaqué son bastion de Bambalang deux jours auparavant, mais qu'ils ont été repoussés avec de lourdes pertes. Fin mai 2023, son frère Sylvester Mbashie se rend aux autorités. Lorsque les responsables militaires interrogent ce dernier, celui-ci aurait affirmé que General No Pity avait été tué lors d'un raid sur le village de Baba I dans le Ngo-Ketunjia. Selon ce récit, Sylvester Mbashie s'était rendu parce qu'il avait été frappé par Njibongwe Derick (le marabout du General No Pity) lors de la succession qui avait suivi pour le commandement des Bambalang Marine Forces,. En juillet 2023, le journaliste du quotidien Le Jour, Haman Mana et le préfet du Ngo-Ketunjia, Quetong Anderson Kongeh soutiennent l'affirmation selon laquelle General No Pity avait été tué.